# Johs. Fritzen & Sohn
Johs. Fritzen & Sohn war eine besonders in der Erzfahrt tätige Reederei im ostfriesischen Emden, die 1925 aus der 1923 von Johannes Fritzen und Wilhelm Nübel gegründeten Emder Dampferkompagnie Nübel & Fritzen AG mit dem Dampfer Radbod hervorging und 1979 ihre Aktivitäten einstellte.

## Geschichte
Nach der Trennung der nur schwer vereinbaren Geschäfte von Nübel, der das Holzgeschäft mit älteren Schiffen und niedrigen Frachtraten präferierte, und Fritzen, der die profitablere Erzfahrt bevorzugte, wodurch die Schiffe stärker beansprucht wurden, übernahm Fritzen den Dampfer Radbod, die er nach seiner Frau in Katharina Dorothea Fritzen (2) umbenannte. Sein erstes Schiff gleichen Namens war zuvor am 2. Januar 1925 gestrandet und verloren gegangen. 1936 erwarb Fritzen einen großen Teil der Flotte des jüdischen Reeders Arthur Kunstmann in Stettin, der nach London emigrierte. Ein Teil des Geschäfts wurde daraufhin bis 1945 von Stettin aus abgewickelt. Andere Schiffe wurden nach 1939 als Kriegsbeute in die Fritzen-Flotte eingegliedert. Dafür mussten etliche Schiffe als Kohletransporter usw. für die Kriegsmarine abgestellt werden.
Nach dem Zweiten Weltkrieg blieb Fritzen nur ein kleiner Küstendampfer, das ab 1948 wieder fahren durfte, und zwei Schlepper. In den folgenden Jahren wurde eine Flotte für die Massengutfahrt von Emden aus aufgebaut. Zunächst handelte es sich um alte aus dem Ausland aufgekaufte Schiffe, dann um Neubauten.
Neben der Seereederei wurde ab 1955 in Emden ein Bugsierbetrieb unterhalten, dem ein Stauerei- und Lagerbetrieb angeschlossen war. Auf der Ems wurde Schleppschifffahrt und in Emden über Tochterfirmen ein Treibstoff- und Mineralöl-Großhandel betrieben. Ebenfalls 1955 gründete die Reederei Fritzen eine Filiale in New York mit dem Namen Johs. Fritzen & Son Inc. Unter ihrem Management fuhren vier Schiffe der San Juan Carriers Ltd., die im Massengutgeschäft mit Erz von Peru nach Europa unterwegs waren. Anfang der 1960er Jahre brach dieses Geschäft mit Peru zusammen.
1963 übernahm die Thyssen-Bornemisza-Gruppe die in finanzielle Schwierigkeiten geratene Reederei, die sich danach Fritzen Schiffsagentur und Bereederungs-GmbH nannte. Das Geschäft wurde 1975 auf den Schleppbetrieb und die Schiffsagentur beschränkt. Ende der 1970er Jahre wurde es von der Schweizer Reederei Suisse-Outremer übernommen, die ebenfalls zu Thyssen-Bornemisza gehörte. 1979 wurde der letzte Schlepper verkauft. Die Schiffsagentur Fritzen wurde unter dem Dach der Poseidon Schiffahrt GmbH fortgeführt. Im Jahr 2011 ging die Johs. Fritzen & Sohn GmbH wieder in das Eigentum der Familie Fritzen über. Im gleichen Jahr wurde in Hamburg die Johs. Fritzen & Sohn GmbH & Co. KG gegründet, die im Bereich Projektentwicklung und Projektmanagement für den Schiffbau arbeitet.

## Schiffe der Reederei
Bei den folgenden Schiffen handelt es sich um Dampfschiffe, wenn nicht anders angegeben.
- Katharine Dorothea Fritzen (1) (1923–1925), 6.000 tdw, ex dt. Hunding (1922) ex norweg. Tordenskjold (1903, erbaut in Sunderland), 1925 bei Skudesnes gestrandet, Totalverlust
- Katharina Dorothea Fritzen (2) (1925–1933), 6.115 tdw, ex dt. Radbod (1923) ex norweg. Sark (1903, erbaut in Sunderland), 1933 Abbruch
- Katharina Dorothea Fritzen (3) (1937–1942), 12.350 tdw, ex dän. Daghild (1916, erbaut bei William Doxford & Sons in Pallion bei Sunderland), 1942 versenkt durch Minentreffer bei Langeoog
- Katharine Dorothea Fritzen (4) (1950–1960) 10.400 tdw, ex Grainton (2), erbaut 1929, 1961 nach Japan verkauft
- Erika Fritzen (1) (1926–1945), 7.213 tdw, ex norweg. Dampfem (1924) ex schwed. Hogland (1913) ex brit. Ryton (1906, erbaut als Turmdecker bei William Doxford & Sons in Pallion bei Sunderland), 1945 versenkt durch Minen der RAF
- Erika Fritzen (2) (1953–1960), 10.250 tdw, ex Nurtureton (2) (Reederei Chapman & Sons), erbaut 1929. Dieses Schiff war 1931 mit Kohleladung bei Dungeness gestrandet. Sie zerbrach in zwei Teile, die in Tilbury wieder zusammengebaut wurden.[1] 1960 umbenannt in Mongkok, Abbruch in Hongkong
- Gerritt Fritzen (1) (1938–1939), 7.580 tdw, ex Aylsham (1931) ex ägypt. Star of Cairo (1931) ex brit. Chatham (1929) ex brit. Lingfield (1910, erbaut in West Hartlepool, 1939 auf dem Hubertgat (Emsmündung) gestrandet, Totalverlust
- Harm Fritzen (1939–1944), 8.100 tdw, Kriegsbeute ex brit. Laleham (1937) ex brit. Dorington Court (1909), 1944 bei Haugesund auf Grund gesetzt, 1948 mit Gasmunition versenkt
- Jürgen Fritzen (1) (1939–1940), 7.350 tdw, Kriegsbeute ex brit. Peckham (1937) ex griech.(?) Ioannis Vatis (1930) ex Baron Jedburgh (1912, erbaut in Glasgow), 1940 bei Landsort (Stockholm) gesunken
- Jürgen Fritzen (2) (1942–1945), 579 BRZ, 850 tdw, Kriegsbeute ex estnische Egon (1939) ex schwed. Largo (1923) ex schwed. Falster (1902, erbaut in Helsingborg), 1945 schwer beschädigt in Flensburg aufgelegt, 1952 abgebrochen
- Gerritt Fritzen (2) (1940–1945), 2.450 tdw, dt. Kriegsbeute ex dän. Bohus (1939) ex Severoles (1923) ex dän. Terne (1922, erbaut in Kingston upon Hull, England), 1945 versenkt durch sowjetische Flugzeuge bis Rixhöft
- Annette Fritzen (1942–1945), 4.600 tdw, ex finn. Tilda (1936 oder 1940?) ex brit. Margarita (1903, erbaut von J. Blumer & Son in North Dock, Sunderland), 1942 Ankauf durch Fritzen, 1942 Ankunft in Shanghai, Einsatz im japanisch-chinesischen Verkehr, 1945 übernommen von Japan, am 26. Juli 1945 in der Formosastraße durch Minentreffer versenkt

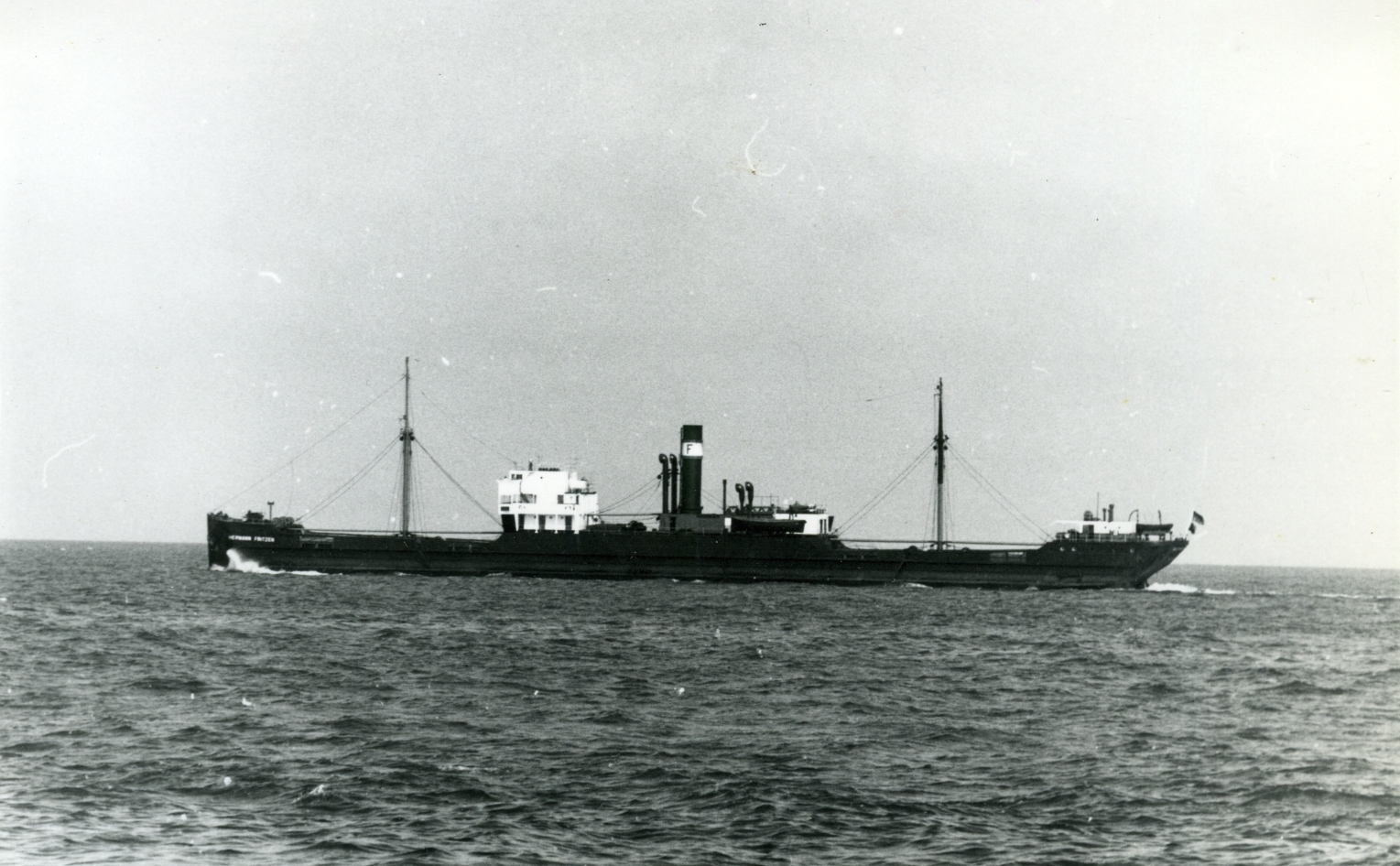
Die 1906 gebaute Hermann Fritzen setzte die Reederei bis 1959 ein

- Hermann Fritzen (1938–1944, 1944 durch Bomben im Hamburger Hafen versenkt, 1949 geborgen und repariert in Emden, danach erneut in Fahrt bis 1959), 3.900 tdw, ex dt. Werner Kunstmann (1925) ex griech. Efstathios (1924) ex Clearway (1914) ex brit. Nonsuch (1906), 1959 Abbruch in Hamburg. Die Hermann Fritzen – einer der letzten Turmdecker weltweit – war nach 1949 zeitweise das größte deutsche Schiff und in der Erzfahrt von Nordschweden nach Emden eingesetzt.
- Jacobus Fritzen (1) (1926–1942), 7.213 tdw, ex dt. Ruth (1923) ex brit. Dalemead (1920) ex brit. Dalemoor (1909, erbaut als Turmdecker bei William Doxford & Sonds in Pallion), 1942 bei Trelleborg durch sowjetisches U-Boot versenkt
- MS Jacobus Fritzen (2) (erster Neubau, 1950–1962), 2.920 tdw, 1962 panamaisch Sevenstars, 1963 libanes. Gleam, 1974 Abbruch
- Reimar-Edzard Fritzen (1) (1938–1945,?–1951), 4.650 tdw, ex Lina Kunstmann (1923, erbaut bei Vulcanwerft Hamburg), 1951 verkauft an Unterweser Reederei, 1963 Abbruch

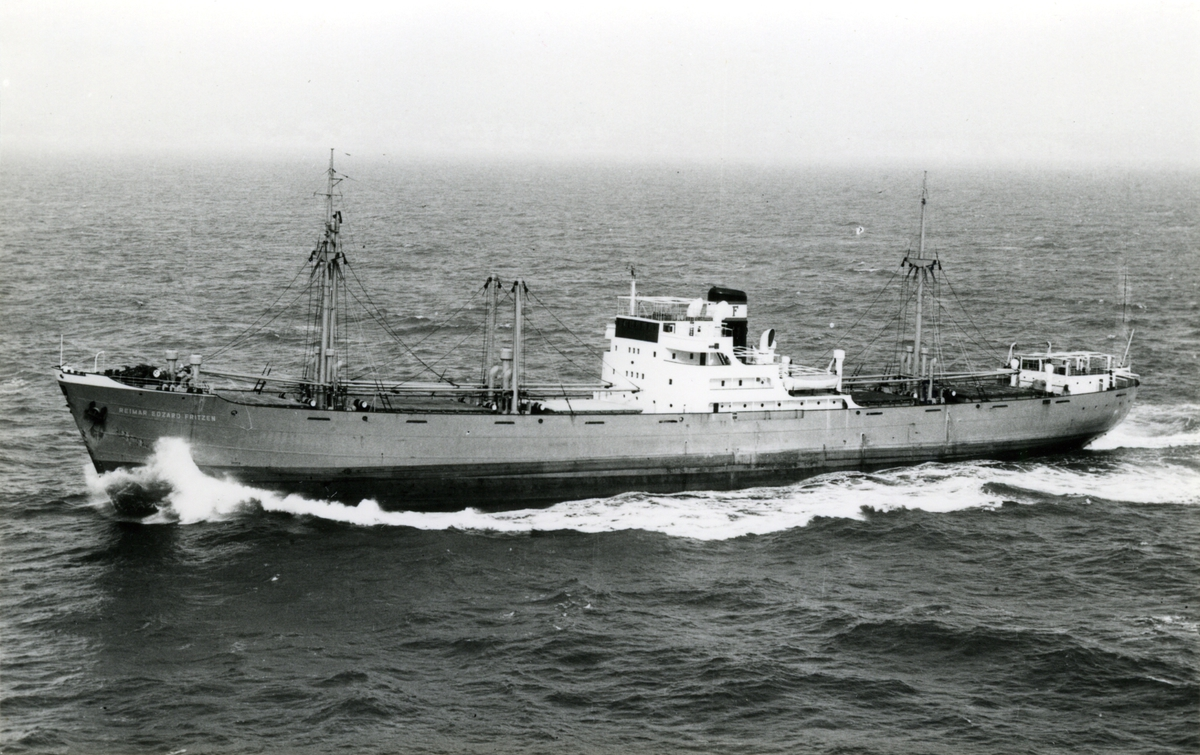
Die 1951 gebaute Reimar Edzard Fritzen (2) unter ihrem späteren Namen Archon Michael (IMO: 5292359)

- MS Reimar Edzard Fritzen (2) (1951–1963), 10.020 tdw, 1963 griech. Archon Michael, 1975 bei Nakskov mit einer Ladung Manganerz für Polen auf Grund gelaufen und in Deutschland abgebrochen[2]
- Herta Engeline Fritzen (1) (1924–1933), 6.000 tdw, ex dt. Hagen (1922) ex norweg. Tancred (1906, erbaut in Newcastle upon Tyne), 1934 Abbruch
- Herta Engeline Fritzen (2) (1939–1941), 8.600 tdw, 5.083 BRZ, ex dt. Heinz W. Kunstmann (1929) ex Seven Seas Transport (1927) ex brit. Picton (1906, erbaut in bei Richardson, Duck & Co. in Stockton-on-Tees, nach anderen Angaben bei E. Thomas, Radcliffe & Co. in Cardiff), 1941 bei Hoek van Holland gestrandet und auseinandergebrochen.[3] (Die Picton war schon einmal am 6. Dezember 1917 bei der Halifax-Explosion schwer beschädigt worden, 70 Hafenarbeiter kamen dabei ums Leben.)[4]
- Herta Engeline Fritzen (3) (1942–1945), 7.100 tdw, 3.580 BRZ, ex griech. Perakis L. Cambanis (1924, nach Selbstversenkung in Rotterdam – oder nach Bombardierung in Dieppe? – 1940 gehoben, deutsche Kriegsbeute 1941 oder 1942 in Dienst bei Fritzen, 1945 in Brunsbüttel versenkt, 1949 gehoben und abgebrochen) ex brit. Grelarlie (1918) ex brit. Rachel (erbaut 1910 in West Hartlepool)[5]
- MS Herta Engeline Fritzen (4) (1951–1960), 10.000 tdw, 6.177 BRZ, 1964 Philipp. Eastern Meteor, 1977 panamaisch New Man Fu, 1978 Char Cheng, 1981 Abbruch in China
- Gertrud Fritzen (1) (1938–1945), 5.100 tdw, ex dt. Arthur Kunstmann (1923) ex dän. Sortehavet (1920) ex norweg. St. Andrews (1906, erbaut bei John Blumer and Company, North Dock/Sunderland)
- TS Gertrud Fritzen (2) (1955–1969), 23.000 tdw, 1969 ind. Varuna Kanchan, 1976 Abbruch
- TS Carl Fritzen (1) (1938–1939), 10.750 tdw, ex dt. Taifun (1926) ex brit. War Genius (1920) ex ital. Fiume (1920, erbaut in Chepstow), am 4. September 1939 gestoppt von Ajax und von der Besatzung selbst versenkt vor der La-Plata-Mündung[6]
- TS Carl Fritzen (2) (1956–1965), 12.505 tdw, 1965 griech. Michael E., 1978 panames. Golden Tiger, 1978 Abbruch in China
- Ilse Fritzen (1) (1941–1945), 7.600 tdw, dt. Kriegsbeute ex französ. Saint Octave (1922, erbaut in Dünkirchen), versenkt 1945 durch die Royal Air Force bei Askevold/Norwegen
- TS Ilse Fritzen (2) (1956–1970), 23.360 tdw, 1970 griech. Intrepid Colocotronis, 1974 Abbruch in Hamburg
- Klaus Fritzen (1938–1942), 4.650 tdw, ex dt. Wilhelm Kunstmann (1922, erbaut bei Vulcan-Werft Hamburg), versenkt 1942 durch die Royal Air Force bei Maaloy/Bergen, Norwegen
- Theda Fritzen (1939–1945), 5.014 tdw, ex dt. Ostfriesland (1937) ex schwed. Vigor (1929) ex brit. Sheaf Dart (1918) ex brit. Leander (1906, erbaut in Hartlepool), 1945 durch England mit Gasmunition im Skagerrak versenkt
- Antje Fritzen (1939–1942), 8.700 tdw, dt. Kriegsbeute ex brit. Meopham (1938) ex brit. Gibraltar (1922) ex brit. Maplemore (1916, erbaut in Southwick (Hampshire)), versenkt 1942 durch sowjetischen Angriff auf der Reise nach Kirkenes
- TS Jantje Fritzen (1939–1945), 10.750 tdw, ex dt. Passat (1926) ex brit. War Iliad (1920) ex ital. Sile (1920, erbaut in Chepstow), 1945 mit Gasmunition im Skagerrak versenkt
- Gotenhafen (1941–1944), dt. Kriegsbeute ex französ. Saint Firmin (1920, erbaut in West Hartlepool), 1944 durch Bomben in der Wesermündung beschädigt, 1945 in Hamburg gesunken, 1947 verschrottet
- Dora Fritzen (1) (1937–1945), 10.300 tdw, ex griech. Adamastos (1937) ex brit. Richmond Hill (1936) ex Great City (1914, erbaut in Stockton), versenkt 1945 durch brit.-norweg. Motortorpedoboot im Stavfjord/Norwegen
- MS Dora Fritzen (2) (1954–1971), 16.206 tdw, Umbau 1960 zum kombinierten Erz-Öl-Frachter, 1964 zum Süßöltanker, 1971 Abbruch in China
- Anna Katrin Fritzen (1) (1938–1942), 970 tdw, ex dt. Gerda Kunstmann (1914) ex dt. Vulcan (1911, erbaut bei AG Vulcan Stettin), 1942 versenkt durch sowjetisches U-Boot bei Memel

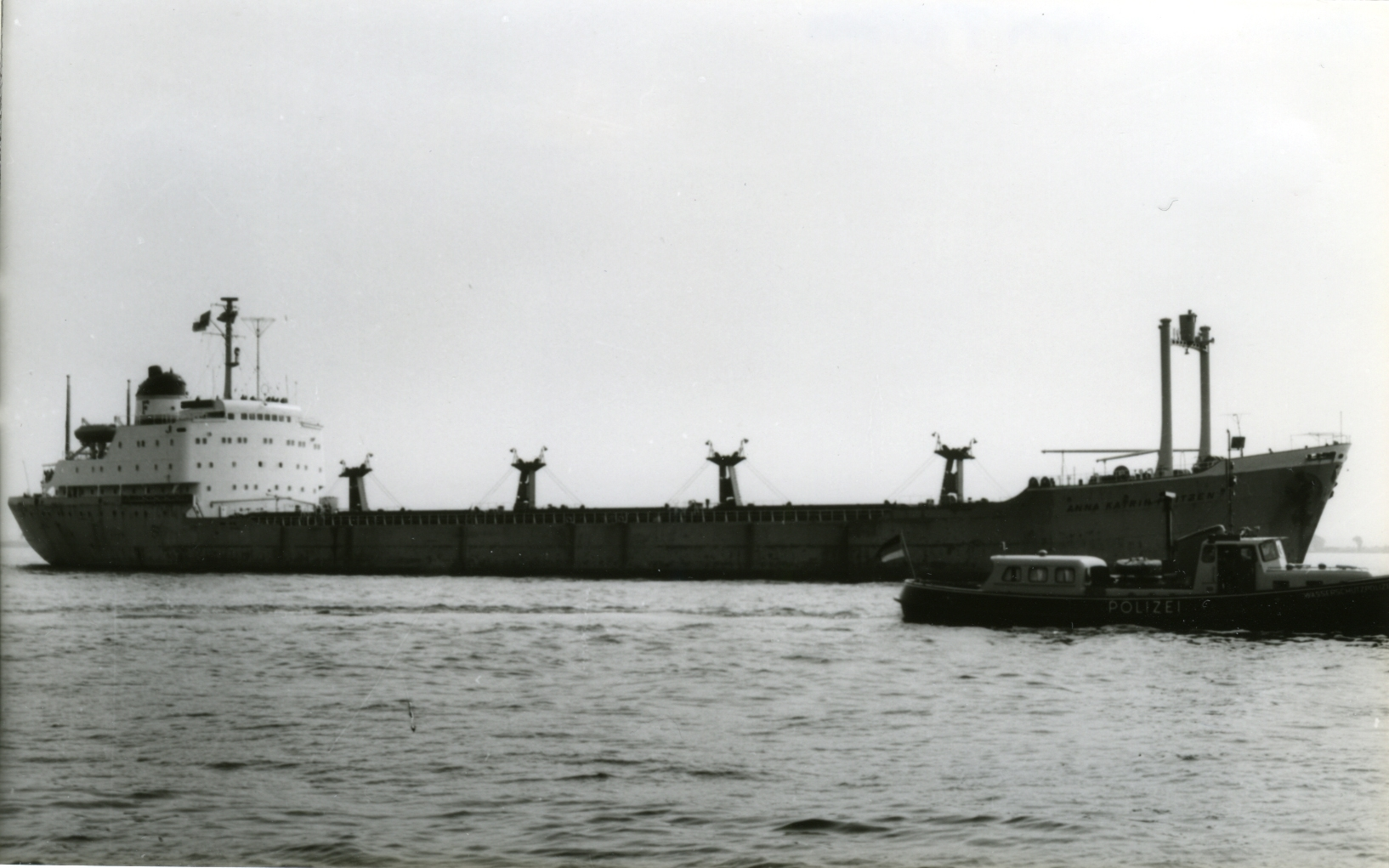
Die 1958 gebaute Anna Katrin Fritzen (2)

- TS Anna Katrin Fritzen (2) (1958–1973), 16.275 tdw, 1973 griech. Katrin, 1977 Abbruch in Spanien
- TS Susanne Fritzen (1959–1972), 16.275 tdw, 1972 griech. Andreas E., 1975 Margit B., 1979 Abbruch in Spanien
- TS Johannes Fritzen (1962–1975), 36.800 tdw, 1975 argentin. Pampero I, 1981 Abbruch in China
- Castor (Schlepper) (1938–?) ex brit. West Heath (1918) ex dt. Norderney (1922)
- Mercur (Schlepper) (1938–1951) ex dt. Kirchwärder (1900), 1934 als Mercur bei W. Kunstmann im Dienst, 1952 Fairplay III, gesunken 1958 bei Steinwerder, wieder in Fahrt, Abbruch 1963[7]
- Neptun (Schlepper) (1938–1956) ex dt. Kuhwärder (1899), 1935 als Neptun bei W. Kunstmann in Dienst, 1956 aus Schiffsregister gestrichen
- MS Fritzen I (Schlepper)
- MS Fritzen II (Schlepper) (1974–?), spätere Reederei: Emder Schlepp-Betrieb, 2014 noch in Betrieb

Ein Teil der Fritzen-Schiffe war in Stettin beheimatet. Auch das Management der Schiffe der Emdener Allgemeinen Verkehrs- und Handelsgesellschaft, Emsland, Emsriff, Emshörn, Emsstrom und Stadt Ems erfolgte durch die Fritzen-Gruppe. Zeitweise wurden weitere Schiffe bereedert oder befrachtet, so z. B. die Schiffe der Halcyon Lijn BV in Den Haag.